# Bušetina
Bušetina (régi magyar neve Busóc) falu Horvátországban Verőce-Drávamente megyében. Közigazgatásilag Bakvához tartozik.

## Fekvése
Verőcétől légvonalban 7, közúton 10 km-re északnyugatra, községközpontjától légvonalban 6, közúton 7 km-re északkeletre Nyugat-Szlavóniában, a Drávamenti-síkságon, Rogovac és Turanovac között fekszik.

## Története
Az itt talált leletek alapján a település területe már a bronzkorban lakott volt. A Konaki nevű településrészen a lelkes helyi régiségkutató J. Erpačić nagyszámú cseréptöredéket és kőszerszámot talált, melyek a bronzkori urnamezős kultúrához tartoztak. A leletek nagy részét Erpačić a verőcei városi múzeumnak adományozta, míg kisebb része saját gyűjteményében maradt.
A település már a középkorban is ismert volt. 1439-ben Albert király Marczaly István temesi grófnak korábbi, a királynak és a királynénak tett szolgálataiért „Werewcze” királyi várost a hozzá tartozó birtokokkal, köztük a „Bwsowcz” nevű birtokkal adományozta. 1495-ben a csázmai káptalan jelentette Zápolya István nádornak, hogy amikor be akarták iktatni Dorottya asszonyt Bewlchewcz-i Dragffy Bertalan erdélyi vajda és a székelyek ispánjának feleségét a Verőce megyei „Werewche castellum et pallacium” valamint Verőce és „Bwsowcz” oppidumok és a hozzájuk tartozó falvak és possessiók birtokába az iktatásnak Bánffy Miklós nevében ellene mondtak. A falu Imre nevű plébánosát és Balázs nevű képlánját 1501-ben említik „Emericus plebanus de Bwsowcz. Blasius capellanus eiusdem” alakban. Plébániáját ezen kívül 1520-ban is megemlítik. Ekkor a falu a Bánffy család birtoka volt. A török 1552-ben Verőce várának elestekor foglalta el a települést. Területe ezt követően vélhetően a 17. század végéig pusztaság volt.
Miután 1684-ben Verőcét felszabadították a török uralom alól a kihalt területre a 17. század utolsó évtizedétől főként Kapronca, Kőrös és Szentgyörgyvár vidékéről telepítettek be horvát ajkú lakosságot. Az első katonai felmérés térképén „Dorf Buxetina” néven találjuk. Lipszky János 1808-ban Budán kiadott repertóriumában „Busetina” néven szerepel. Nagy Lajos 1829-ben kiadott művében „Busetina” néven 153 házzal és 992 katolikus vallású lakossal találjuk. Verőce vármegye Verőcei járásának része volt.
A településnek 1857-ben 1.099, 1910-ben 1.387 lakosa volt. 1910-ben a népszámlálás adatai szerint lakosságának 89%-a horvát, 6%-a magyar anyanyelvű volt. Az I. világháború után 1918-ban az új szerb-horvát-szlovén állam, majd később (1929-ben) Jugoszlávia része lett. A II. világháború után a település a szocialista Jugoszláviához tartozott. 1991-ben csaknem teljes lakossága (98%) horvát nemzetiségű volt. 2011-ben falunak 815 lakosa volt. Lakói földműveléssel, állattartással foglalkoznak.

## Lakossága
| Lakosság változása | Lakosság változása | Lakosság változása | Lakosság változása | Lakosság változása | Lakosság változása | Lakosság változása | Lakosság változása | Lakosság változása | Lakosság változása | Lakosság változása | Lakosság változása | Lakosság változása | Lakosság változása | Lakosság változása | Lakosság változása |
| ------------------ | ------------------ | ------------------ | ------------------ | ------------------ | ------------------ | ------------------ | ------------------ | ------------------ | ------------------ | ------------------ | ------------------ | ------------------ | ------------------ | ------------------ | ------------------ |
| 1857               | 1869               | 1880               | 1890               | 1900               | 1910               | 1921               | 1931               | 1948               | 1953               | 1961               | 1971               | 1981               | 1991               | 2001               | 2011               |
| 1.099              | 1.193              | 1.107              | 1.152              | 1.332              | 1.387              | 1.241              | 1.452              | 1.528              | 1.566              | 1.521              | 1.283              | 1.085              | 988                | 891                | 815                |

## Nevezetességei
Szűz Mária tiszteletére szentelt római katolikus plébániatemploma a 19. század elején épült a középkori templom alapjain. Egyhajós, keletelt épület, három oldalú apszissal, az északi oldalon sekrestyével. Harangtornya a főhomlokzat felett áll. Téglából építették, fa nyeregtetővel, melyet hódfarkú cseréppel fedtek, kivéve az apszist, melyet bádoglemez borít. A hajó síkmennyezetű, az apszis boltíves. A szentélyt a hajótól diadalív választja el. A nyugati oldalon áll a fából ácsolt kórus, melyet két falazott oszlop tart. A főhomlokzat egyedi kialakítású, architrávval záródó bejárattal és két félköríves ablakkal. A templomhoz a főutcáról, keletről lehet bemenni, mivel a többi oldalon töltés határolja. A töltés nyugati oldalon a legnagyobb, mivel itt az épület egy meredek falú völggyel határos. A templomban a főoltár mellett található egy kép, mely a régi templomot és környékét ábrázolja. Körülötte régen temető volt, mert 1988-ban J. Erpačić egy hársfa kivételénél 60 cm mélységben melléklet nélküli emberi csontokra bukkant. A mai temető a templomtól északra, kissé odébb fekszik.

## Gazdaság
A helyi gazdaság alapja a mezőgazdaság és az állattenyésztés.

## Oktatás
A településen a bakvai August Cesarec elemi iskola területi iskolája működik.